# ديزيري كاسادو
ديزيري كاسادو (بالإنجليزية: Desiree Casado)‏ هي ممثلة أمريكية، ولدت في 18 أغسطس 1985 في نيويورك في الولايات المتحدة.

## وصلات خارجية
- ديزيري كاسادو على موقع IMDb (الإنجليزية)
- ديزيري كاسادو على موقع قاعدة بيانات الفيلم (الإنجليزية)